# Devin Brooks
Devin C. Brooks (Harlem, Nueva York, 27 de agosto de 1992) es un baloncestista estadounidense que actualmente se encuentra sin equipo. Con 1,88 metros de estatura, juega en la posición de base.

## Trayectoria deportiva

### Universidad
Tras jugar dos años en el pequeño Iowa Western Community College, en los que lideró a su equipo en su segunda temporada en puntos (15,9), rebotes (6,6) y asistencias (5,6), fue transferido a los Bluejays de la Universidad Creighton, donde jugó dos temporadas más, en las promedió 7,1 puntos, 4,3 rebotes y 2,9 asistencias por partido.

### Profesional
Tras no ser elegido en el Draft de la NBA de 2015, fichó por el equipo estonio del Rapla KK, donde jugó una temporada en la que promedió 13,4 puntos y 7,1 rebotes por partido.
En noviembre de 2016 fue adquirido por los Long Island Nets de la NBA D-League, quienes, tras despedirle el día 7, lo vuelven a readmitir el día 10, completando así su plantilla.
En marzo de 2022 fue contratado como refuerzo por Plaza Valerio, un club deportivo de la provincia de Santiago en República Dominicana. Luego de ello pasó a los Reales de La Vega de la LNB, donde jugó 14 partidos entre junio y julio del mismo año. 
Brooks fue fichado por Cocodrilos de Caracas de la Superliga Profesional de Baloncesto de Venezuela en marzo de 2023, pero sólo registró 6 presentaciones antes de ser cortado del equipo.